# Erfatal-Museum

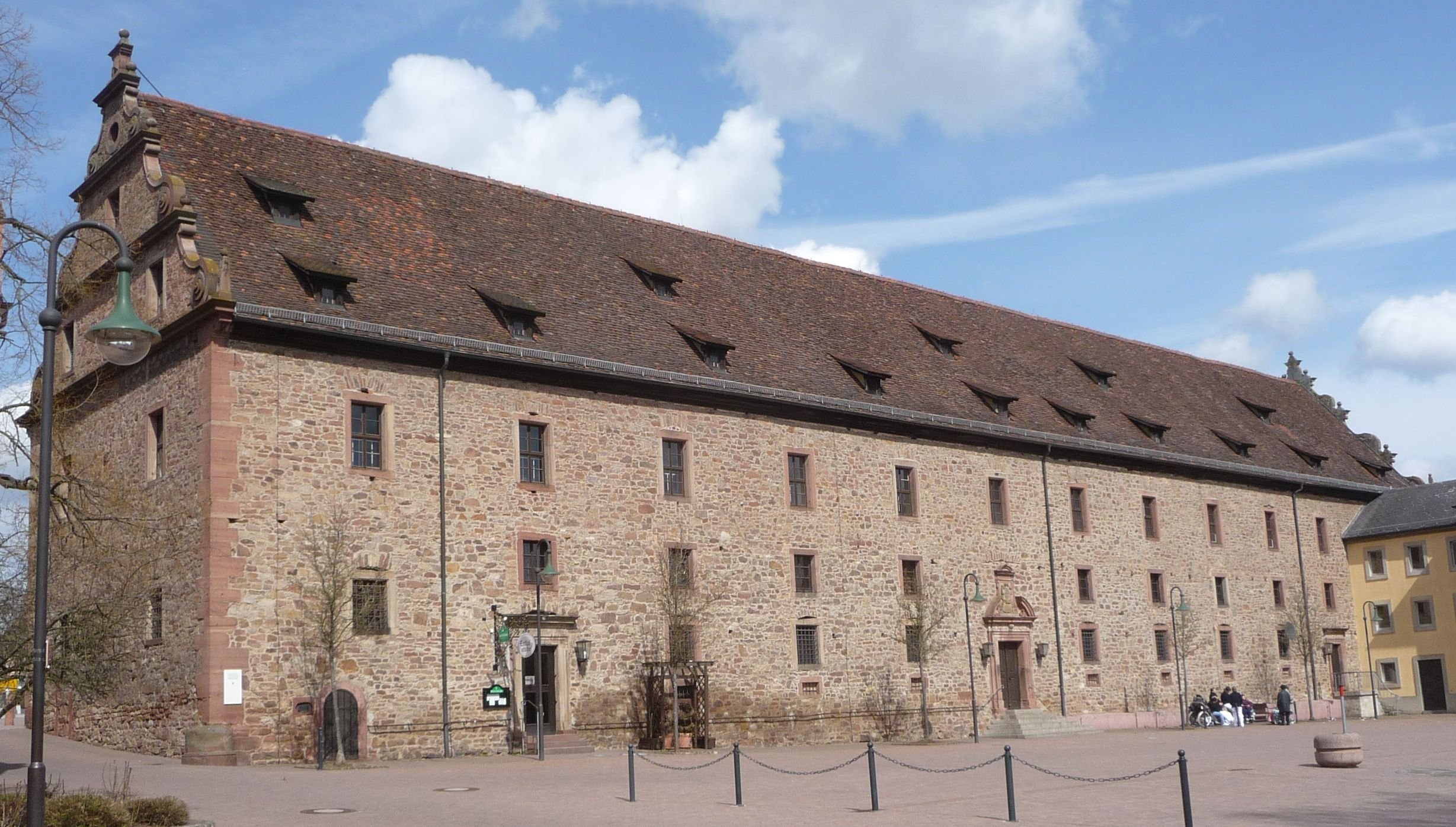
Erfatal-Museum (nur in den obersten zwei Stockwerken)

Das Erfatal-Museum ist das von der Gemeinde Hardheim getragene Heimatmuseum.

## Allgemeines
1922 wurde das Erfatal-Museum eröffnet und war damals noch im Hardheimer Schloss untergebracht.
In den 1970er Jahren zog es um und ist nun gegenüber dem Hardheimer Schloss in den Dachgeschossen eines historischen Schüttungsbaus eingerichtet.
Die Neugestaltung des Museums, wurde von Peter Wanner M.A. (Wiesenbach) konzipiert, von Burkard Pfeifroth (Reutlingen) gestaltet und unter Mithilfe der Mitglieder des Museumsvereins Erfatal e.V. realisiert.
Das Erfatal-Museum in Hardheim geht auf Anfänge in der Zeit um die Jahrhundertwende zurück. 1922 wurde die Sammlung im Turmzimmer des Schlosses der Öffentlichkeit zugänglich gemacht. Emil Bader war Lehrer in Bretzingen und hat die Gemeinde ermutigt diesen Schritt zu tun. Er hat Entwürfe von Andreas Vogel im Bretzinger Pfarrhaus gefunden und diesen Entwurf für Hardheim und die Nachkommen umgesetzt.

## Ausstellung
Die dauerhafte Ausstellung des Erfatal-Museums umfasst:
- Hardheimer Geschichte
- Walter Hohmann und die Raumfahrt
- Hardheimer Handwerk
- Hardheimer Lebensbilder
  - Ignaz Schwinn
  - Julius Heffner
- Landwirtschaft in Hardheim

Zusätzlich gibt es wechselnde Sonderausstellungen.

## Auszeichnungen
Das Museum erhielt 1994 und 1998 jeweils den Preis „Vorbildliches Heimatmuseum“ des Arbeitskreises Heimatpflege Nordbaden / Regierungsbezirk Karlsruhe e.V.